# Гиредмет
Государственный научно-исследовательский и проектный институт редкометаллической промышленности (АО «Гиредмет») является ведущей  координирующей научно-исследовательской и проектной организацией материаловедческого профиля Госкорпорации «Росатом», специализирующейся на разработке новых материалов на основе редких металлов, их соединений и сплавов, высокочистых веществ, полупроводниковых материалов, наноматериалов и нанотехнологий.

## Общие сведения
Институт проводит научные исследования, конструирование оборудования, проектирование предприятий. По проектам института «Гиредмет» построены предприятия, продукция которых обеспечивает развитие отечественной электроники, атомной энергетики, приборостроения, авиационной, ракетно-космической техники, современных средств и систем связи, навигации, СВЧ, ИК, сверхпроводниковой техники.
Институт «Гиредмет» принимает участие в формировании и реализации важнейших инновационных проектов государственного значения в соответствии с приоритетными направлениями развития науки, технологий и техники РФ в области создания новых материалов и технологий, национальных приоритетных проектов.
Институт «Гиредмет» демонстрирует органичное сочетание фундаментальной и прикладной науки, обеспечивающее создание и развитие перспективных научных направлений и практическую реализацию исследовательских разработок и проектно-конструкторских решений.
Перспективы инновационной деятельности института «Гиредмет» связаны с опережающим развитием исследований и разработок в области создания наноматериалов, конструктивных и функциональных материалов для новых поколений технологий и техники для обеспечения укрепления стратегической безопасности России, повышения конкурентоспособности российской экономики на рынке высоких технологий.
Направления деятельности института
- Материаловедение наноматериалов и наносистем.
- Технологии по созданию материалов на основе редких металлов, сплавов и легирующих добавок для стратегически важных отраслей промышленности.
- Технологии по созданию полупроводниковых материалов для атомной, авиационно-космической, оборонной и электронной промышленностей.
- Проектирование высокотехнологичных химических и металлургических производств на базе современных ресурсосберегающих технологий, выпускающих продукцию для базовых отраслей экономики, включая продукцию двойного назначения.
- Диагностический контроль качества и метрологическое обеспечение, осуществление функций ведущего и координирующего сертификационного центра в области редких, благородных и полупроводниковых материалов.

## История
Институт создан путём реструктуризации завода Редэлем (Московский завод редких элементов), существовавшей в 1927—1931 годах и занимавшейся добычей и исследованием малораспространённых химических элементов.
Кроме фондов, Гиредмет унаследовал от Редэлем и кадры, в том числе туда перешла и З. В. Ершова.
Первым директором Гиредмета стала В. И. Глебова, которая руководила трестом Редэлем в 1925—1929 годах.
Она проработала в Гиредмете до 27 сентября 1934 года, когда она попросила об уходе от обязанностей директора Гиредмета по состоянию здоровья.
Институт находился в ведении Народного комиссариата цветной металлургии. Во время Великой Отечественной войны институт был эвакуирован в Казахстан, но в 1943 году часть сотрудников во главе с З. В. Ершовой по указанию руководства страны был возвращён в Москву.
От радиевой лаборатории Гиредмет требовалось срочно обеспечить Лабораторию № 2 материалом для исследований — карбидом урана и металлическим ураном для экспериментальных разработок по созданию реактора Ф-1.
После перехода к реализации проекта создания реактора коллектив радиевой лаборатории работал над внедрением технологии получения промышленных объёмов урана на заводе № 12 в конце 1945 года.
В 1958 году на Урале создана экспериментальная база института — Пышминский опытный завод "ГИРЕДМЕТ".
До развала Советского Союаз Гиредмет подчинялся Министерству металлургии СССР (до 1989 года Министерство цветной металлургии СССР).

### Руководители института
Директора Гиредмет:
- 1931—1934 — В. И. Глебова[2].
- 1943—1946 — А. П. Зефиров[5]
- 1955—1963? — Н. Д. Кужель[6]
- 1963—1973 — Б. А. Сахаров[7]
- 1973—2000 — Э. П. Бочкарёв[8]
- 2000—2006 — А. В. Елютин[9]
- 2006—2014 — Ю. Н. Пархоменко[10]
- 2014 — М. Ф. Булатов[11]
- с 2014 — Е. П. Маянов[11]
- с 2020 — А.И. Голиней

## Избранные персоналии
На здании Гиредмета установлено три мемориальные доски: